# ایراکلی مسخیا
ایراکلی مسخیا (اوکراینی: Іраклі Георгієвич Месхія؛ زادهٔ ۷ ژانویهٔ ۱۹۹۳) بازیکن فوتبال اهل اوکراین است.
از باشگاه‌هایی که در آن بازی کرده‌است می‌توان به باشگاه فوتبال اوبولون-برووار کیف و باشگاه فوتبال متالیست خارکوف اشاره کرد.
وی همچنین در تیم‌های ملی فوتبال Ukraine national under-19 football team و زیر ۲۱ سال اوکراین بازی کرده‌است.